# 文生·慈馬迪

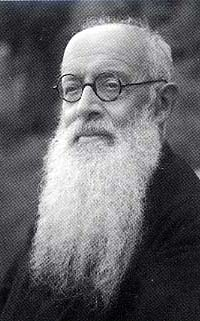
文生·慈馬迪

文生．慈馬迪（義大利語：Vincenzo Cimatti, SDB、1879年7月15日—1965年10月6日）是一位羅馬天主教神父、主教、日本宗座監牧和慈幼會的日本省會長。他是一位作曲家、教育家和作家，也是耶穌明愛修女會的共同創始人。

## 生平
文生·慈馬迪於 1879 年 7 月 15 日出生於意大利拉文納的法恩扎，父親詹姆斯·帕西務農，母親羅莎·帕西編織，他是六個孩子中最小的一個。文生有四位哥哥，其中三位都在嬰兒時期便過世了。父親詹姆士在文生兩歲時過世，母親為虔誠的教友。他和哥哥路易後來都成為天主教慈幼會的神父，路易後來在秘魯傳教時去世。大姊瑪利亞·拉斐拉·慈馬迪（Maria Raffaella Cimatti）協助媽媽拉拔弟弟們長大後，加入義大利仁慈醫者修女會 （Hospitaler Sisters of Mercy），她在1996 年被天主教會宣為真福。
文生·慈馬迪於24 歲晉鐸為神父，而他的夢想始終是去向外傳教。他寫道：「幫我在最貧窮、最辛苦、最被遺棄的地方中找到我的使命，我在自己的社區中找不到自己。」1923 年，教皇要求慈幼會負責日本部分的傳教工作。1925年，他被指派為宗座監牧，率領九名慈幼會士赴日本傳教。1926 年2 月抵達宮崎，開始學習日語。1927 年，慈幼會從巴黎外方傳道會繼承了宮崎、大分、中津三座教會，慈馬迪神父出任宮崎教會的主任司鐸。1928 年任宮崎教區教長，在多野、高鍋、都城、別府、延岡等地陸續建立了新教會。
1930 年，他在大分創立了“慈幼會”。同年設立了以培養日本當地神父的小修院。1933 年，他在宮崎縣成立了一個失依老人和孤兒的「救濟中心」，並與慈幼會的安東尼奧·卡沃利神父共同創立了宮崎明愛修女會（現為耶穌明愛修女會）。他也擴展到東京，接管了三河島教會。於1935 年在東京都練馬區開設見習會、神學院和慈幼會獨有的教育項目——生榮工藝學會。 （後來的育榮專門學校，現在的慈幼專門學校）。 以創會會祖為名的《鮑思高》刊物，出版業務總部也設在同一地點。
在傳福音的過程，慈馬迪大量地使用音樂。二次大戰前和戰期，外來的基督宗教受到嚴格的審查。他經常舉辦音樂會，在日本與其佔領地區舉行兩千餘場音樂會。曲目中穿插宗教音樂，培養民眾對教會的好感之外，也藉由講解內容將信仰的精神傳達給聽者。戰後，他恢復了被摧毀的會務，並在慈幼會新服務的建立和發展上，展現舉足輕重的影響。

## 音樂
身為一位卓有成效的音樂家，文生·慈馬迪的音樂作品約950 首，其中包括18 首彌撒曲，和 49 首輕歌劇。其中《感謝細川》（三幕）成為一部廣為人知的輕歌劇。多才多藝的他也留下了許多關於教育學、農業和聖徒傳記的著作。並有六千餘封信件已被收集，羅馬的慈幼宗座大學正在準備出版印製意大利語的部分。

## 去世
慈馬迪神父於1962 年退休，1965 年10 月6 日在東京去世，享年86 歲。根據他遺囑的託付「我要成為日本的土地」，被安葬在府中天主教墓地。他的遺體於1977 年被重新挖掘出來時，發現完好無損，皮膚組織潤澤有彈性。目前遺體保存在日本調布市教堂的地下墓穴。1991 年12 月21 日，文生慈馬迪被教宗若望保祿二世宣為可敬者。